# 楊洋
楊 洋（よう よう、ヤン・ヤン、Yang yang　1986年5月19日　‐　）は、中華人民共和国出身の元プロ野球選手（捕手）。

## プレースタイル・略歴
長打力が魅力の捕手。北京の正捕手であった王偉のアメリカ移籍に伴い、次世代の正捕手として期待の若手。2008年の北京オリンピックの中国代表にも選出される。長打力がある一方、守備面での課題が多く、外野手で起用されることもある。
オリンピックでは王偉の代わりに途中出場したアメリカ戦で本塁打を放ち、潜在能力の片鱗を見せた。その試合では6回にアメリカ代表のネイト・シアーホルツから激しい体当たりを受けたのをきっかけに、「シアホルツを退場にすべき」と抗議した当時の中国代表監督ジム・ラフィーバー監督、7回にマット・ラポータ選手の頭部に死球を当てた陳坤投手、陳坤投手の退場処分に抗議した中国代表コーチの3人が退場するという大荒れの試合に発展した。
2009 ワールド・ベースボール・クラシック中国代表に選出され、読売ジャイアンツとの強化試合では、栂野雅史から2ランホームランを放った。